# Heortia dominalis
Heortia dominalis là một loài bướm đêm trong họ Crambidae.